# Cursed
Cursed is een Amerikaanse horrorfilm uit 2005 onder regie van Wes Craven en geschreven door Kevin Williamson. Ze werkten eerder samen aan de Scream-filmserie.

## Rolverdeling
| Acteur            | Personage    |
| ----------------- | ------------ |
| Christina Ricci   | Ellie Myers  |
| Jesse Eisenberg   | Jimmy Myers  |
| Joshua Jackson    | Jake Taylor  |
| Judy Greer        | Joanie       |
| Milo Ventimiglia  | Bo           |
| Kristina Anapau   | Brooke       |
| Portia de Rossi   | Zela         |
| Shannon Elizabeth | Becky Morton |
| Mýa               | Jenny Tate   |
| Michael Rosenbaum | Kyle         |
| Eric Ladin        | Louie        |
| Michelle Krusiec  | collega      |
| Nick Offerman     | politieagent |
| Derek Mears       | weerwolf     |
| Scott Baio        | zichzelf     |
| Craig Kilborn     | zichzelf     |
| Lance Bass        | zichzelf     |
| Bowling for Soup  | zichzelf     |